# کاترین پار (بازیگر)
کاترین پار (انگلیسی: Katherine Parr؛ ۱۹۲۱ – ۲۰ سپتامبر ۲۰۰۹) بازیگر اهل بریتانیا بود. وی بین سال‌های ۱۹۵۹ تا ۱۹۹۰ میلادی فعالیت می‌کرد.
از فیلم‌ها یا مجموعه‌های تلویزیونی که وی در آن‌ها نقش داشته‌است، می‌توان به اوتلی، این زندگی ورزشی، سوئینی، خیابان کورونیشن، ساحره‌گیری و ایست‌اندرز اشاره نمود.